# My Animal
My Animal è un film canadese del 2023, diretto da Jacquelin Castel e sceneggiato da Joe Matthews.

## Trama
Heather è una ragazza segretamente lesbica e segretamente licantropo. Anche suo padre e i suoi fratelli minori, gemelli, sono dei licantropi, mentre sua madre è caduta nell'alcolismo e nella depressione nel corso degli anni anche per via della difficoltà nel sopportare questa situazione. Heather è anche una giocatrice di hockey, tuttavia viene osteggiata dal coach locale, che nonostante conosca personalmente suo padre non le consente di entrare a far parte di un team costituito per il resto soltanto da ragazzi. Quando fa la conoscenza di Jonny, anche lei giocatrice di hockey e figlia del citato coach, le due ragazze sviluppano subito una forte amicizia e Jonny cerca di introdurla nel suo gruppo, facendole anche conoscere il suo fidanzato Rick. Il sentimento di Heather converge sempre di più verso l'innamoramento, il che la spinge anche a comportamenti che mettono a rischio entrambi i suoi segreti. 
Quando le due ragazze si lasciano andare a una serata di passione in pubblico, Jonny inizia a evitarla e addirittura a ridicolizzarla in pubblico: ciò causa un crollo emotivo non da poco in Heather. In concomitanza a ciò, il padre di Heather muore di infarto, riprendendo definitivamente l'aspetto di un lupo. Heather decide allora di tagliare i suoi capelli molto corti e di affrontare Jonny, Rick e i suoi amici in pubblico, finendo tuttavia per venire pestata a sangue dal ragazzo, già artefice di una sistematica violenza di genere contro Jonny. Heather sopporta il pestaggio e temporeggia volontariamente affinché scatti la mezzanotte: in quel momento si trasforma in lupo e aggredisce Rick, uccidendolo. Tornata a casa, Heather viene medicata da sua madre per poi prendere la decisione di abbandonare per sempre il paese: nonostante nessuno abbia assistito all'assassinio, lei e sua madre concordano come tale posto non sia più sicuro per lei.

## Produzione
Nel 2019 il soggetto del film è stato proposto nel corso del Fantasia International Film Festival nel tentativo di trovare dei produttori interessati a svilupparlo. Le riprese si sono tenute a partire dal febbraio 2022 nella località canadese di Timmins.

## Distribuzione
Il film è stato presentato in anteprima durante il Sundance Film Festival 2023. Prima ancora che la premiere avvenisse, la Paramount Pictures ha acquistato i diritti per la distribuzione dell'opera, approdata nelle sale cinematografiche a partire dall'8 settembre 2021 e nel mercato on demand a partire dal 15 settembre 2021.

## Accoglienza
Sull'aggregatore Rotten Tomatoes il film riceve il 75% delle recensioni professionali positive con un voto medio di 6 su 10 basato su 54 critiche.